# Vedby borg

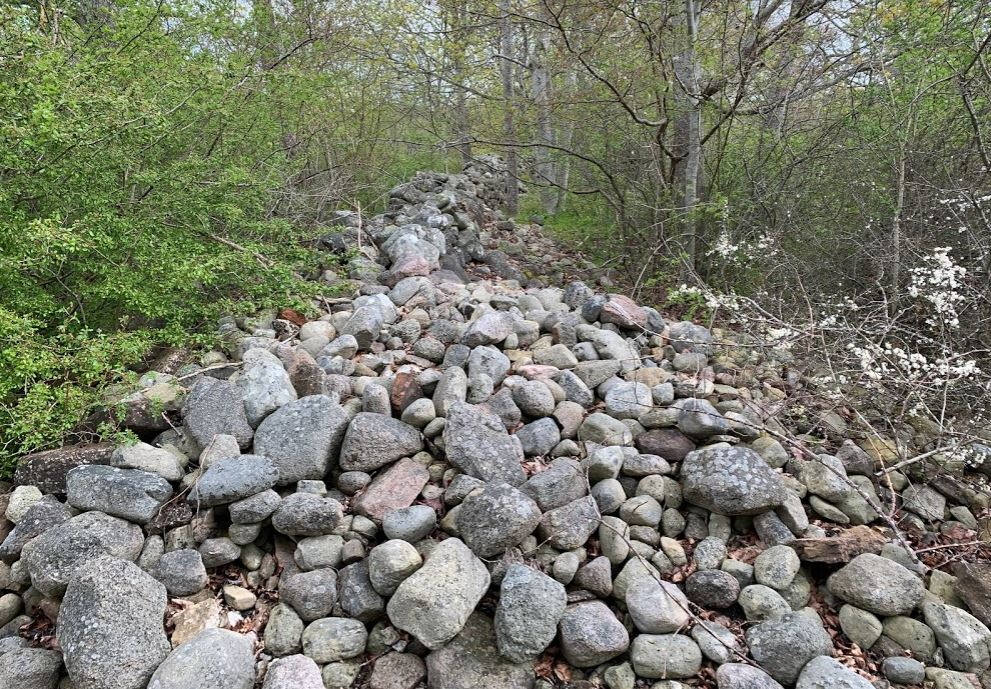
Muren sedd österut från den norra porten

Vedby borg är den nordligast belägna kända fornborgen på Öland. Den är från järnåldern, ca 700 e.Kr., och användes även under medeltiden. Den klassas som en av de större öländska borgarna. De övriga öländska borgar som använts under medeltid är Eketorp, Triberga, Bårby och Gråborg. Borgarna har ofta vissa drag gemensamt i konstruktionen såsom en yttre ringmur och murbruk i portgången.
Bolinleden passerar genom borgen. En skylt markerar borgens plats.
Ursprungligen låg borgen på ett näs mellan två grunda sjöar med goda fiskemöjligheter; Vedby träsk och Vedborm träsk. Tillträde har därmed endast kunnat ske från norr eller söder. En misslyckad utdikning av sjöarna syftandes till att skapa odlingsmark genomfördes på 1880-talet, varför endast igenväxt träskmark återstår av dessa idag.
Borgmuren är numera låg, kraftigt raserad och övervuxen kring en oval borggård som har en största längd av cirka 160 m. Två portar finns, en i norr och en i söder. Föreliggande mur är som högst en meter hög och tjockleken varierar mellan 5 och 10 m. På senare tid har marken inuti borgen varit uppodlad.
Någon ordentlig arkeologisk undersökning av borgen har aldrig genomförts. Således finns det inga egentliga fynd att tala om. Det finns emellertid historiska källor som påstår att man sett husgrunder i borgen och år 2014 påbörjades ett arbete med att skanna vad som finns under markytan med radar.
En halv kilometer söder om borgen finns rester efter två murar och vallgravar som korsar den smalaste delen av borgens tillträdesväg. Söder om borgen finns även lämningar efter vad som skulle kunna ha varit en kastal. Eftersom kalkbruk använts rör det sig sannolikt om en konstruktion från tidig medeltid.
Öster om borgen har rester av en stockbåt samt knuttimrade stockar påträffats; de senares användning är oklar men har föreslagits härröra från försvarsverk liknande "Bulverket" i Tingsstäde träsk på Gotland. Om så är fallet kan Vedby borg ha varit en av Ölands starkaste medeltida befästningar.